# Linea Kintetsu Kyōto
La Linea Kintetsu Kyōto (近鉄京都線?, Kintetsu Kyōto sen) è una linea a gestione privata che collega la città giapponese di Kyōto con Nara passando per Uji. Il percorso della linea privata è in diretta concorrenza con la linea Nara, gestita dalla JR West che segue più o meno lo stesso percorso in parallelo di pochi chilometri. Molti treni continuano fino alla stazione di Kintetsu Nara o sulla linea Kintetsu Kashihara tramite il nodo di interscambio della stazione di Yamato-Saidaiji dove formalmente la linea termina. Alcuni treni continuano invece nella linea Karasuma della metropolitana di Kyōto.

## Storia
La linea fu costruita dalle Ferrovie Elettriche di Nara (奈良電気鉄道?, Nara Denki Tetsudō) nel 1928, e entrò a far parte delle Ferrovie Kintetsu nel 1963. Fra il 1945 e il 1968 si svolgevano dei servizi in collaborazione con le Ferrovie Keihan verso Kyoto a partire dalla stazione di Tambahashi. La collaborazione con la linea Karasuma partì nel 1988.

## Servizi ferroviari
- ●: Fermano tutti i treni
- ◎: Fermano solo i treni espressi operati da Kyoto a Kintetsu Miyazu
- ▼: Fermano solo i treni diretti a sud che partono da Kyoto a partire dalle 18:30
- |: Non ferma
- I treni locali (普通) fermano a ogni stazione fra Kyoto e Yamato-Saidaiji.
- SE: Semi-Espresso 準急
- Ex: Espresso 急行
- EL: Espresso limitato特急

| Nome                | Giapponese | SE | Ex | EL                                               | Collegamenti                                                                                                | Posizione          | Posizione           |
| ------------------- | ---------- | -- | -- | ------------------------------------------------ | --- | ------------------ | ------------------- |
| Kyōto               | 京都       | ●  | ●  | ●                                                | Tōkaidō Shinkansen ■ Linea JR Kyōto ■ Linea Biwako ■ Linea Kosei ■ Linea Sagano ■ Linea Nara Linea Karasuma | Shimogyō-ku, Kyoto | Prefettura di Kyōto |
| Tōji                | 東寺       | ●  | ●  | \|                                               | | Minami-ku, Kyoto   | Prefettura di Kyōto |
| Jūjō                | 十条       | \| | \| | \|                                               | | Minami-ku, Kyoto   | Prefettura di Kyōto |
| Kamitobaguchi       | 上鳥羽口   | \| | \| | \|                                               | | Fushimi-ku, Kyoto  | Prefettura di Kyōto |
| Takeda              | 竹田       | ●  | ●  | \|                                               | Linea Karasuma                                                                                              | Fushimi-ku, Kyoto  | Prefettura di Kyōto |
| Fushimi             | 伏見       | \| | \| | \|                                               | | Fushimi-ku, Kyoto  | Prefettura di Kyōto |
| Kintetsu Tambabashi | 近鉄丹波橋 | ●  | ●  | ●                                                | ■ Linea Keihan (presso Tambahashi)                                                                          | Fushimi-ku, Kyoto  | Prefettura di Kyōto |
| Momoyamagoryōmae    | 桃山御陵前 | ●  | ●  | \|                                               | ■ Linea Keihan (presso Fushimi-Momoyama)                                                                    | Fushimi-ku, Kyoto  | Prefettura di Kyōto |
| Mukaijima           | 向島       | ●  | \| | \|                                               | | Fushimi-ku, Kyoto  | Prefettura di Kyōto |
| Ogura               | 小倉       | ●  | \| | \|                                               | | Uji                | Prefettura di Kyōto |
| Iseda               | 伊勢田     | ●  | \| | \|                                               | | Uji                | Prefettura di Kyōto |
| Ōkubo               | 大久保     | ●  | ●  | \|                                               | ■ Linea Nara (presso Shinden)                                                                               | Uji                | Prefettura di Kyōto |
| Kutsukawa           | 久津川     | ●  | \| | \|                                               | | Jōyō               | Prefettura di Kyōto |
| Terada              | 寺田       | ●  | \| | \|                                               | | Jōyō               | Prefettura di Kyōto |
| Tonoshō             | 富野荘     | ●  | \| | \|                                               | | Jōyō               | Prefettura di Kyōto |
| Shin-Tanabe         | 新田辺     | ●  | ●  | \|                                               | ■ Linea Katamachi (presso Kyōtanabe)                                                                        | Kyōtanabe          | Prefettura di Kyōto |
| Kōdo                | 興戸       |    | ▼  | \|                                               | | Kyōtanabe          | Prefettura di Kyōto |
| Miyamaki            | 三山木     | ▼  | \| |                                                  | | Kyōtanabe          | Prefettura di Kyōto |
| Kintetsu Miyazu     | 近鉄宮津   | ▼  | \| |                                                  | | Kyōtanabe          | Prefettura di Kyōto |
| Komada              | 狛田       | \| | \| |                                                  | Seika, Sōraku                                                                                               |                    | Prefettura di Kyōto |
| Shin-Hōsono         | 新祝園     | ●  | \| | ■ Linea Katamachi (presso Hōsono)                | Seika, Sōraku                                                                                               |                    | Prefettura di Kyōto |
| Kizugawadai         | 木津川台   | \| | \| |                                                  | Seika, Sōraku                                                                                               |                    | Prefettura di Kyōto |
| Yamadagawa          | 山田川     | \| | \| |                                                  | Seika, Sōraku                                                                                               |                    | Prefettura di Kyōto |
| Takanohara          | 高の原     | ●  | ◎  |                                                  | Nara | Prefettura di Nara |                     |
| Heijō               | 平城       | \| | \| |                                                  | Nara | Prefettura di Nara |                     |
| Yamato-Saidaiji     | 大和西大寺 | ●  | ●  | ■ Linea Kintetsu Nara ■ Linea Kintetsu Kashihara | Nara | Prefettura di Nara |                     |